# Babylon (phim 2022)
Babylon là một bộ phim điện ảnh Mỹ thuộc thể loại hài – sử thi – chính kịch công chiếu năm 2022 do Damien Chazelle viết kịch bản kiêm đạo diễn, với sự tham gia diễn xuất của các diễn viên chính gồm Brad Pitt, Margot Robbie, Diego Calva, Jean Smart, Jovan Adepo và Li Jun Li. Lấy bối cảnh tại Hollywood vào những năm 1920, phim xoay quanh về những bước tiến thăng trầm trong sự nghiệp của các ngôi sao điện ảnh Hollywood khi ngành công nghiệp điện ảnh đã chuyển từ phim câm sang phim có sử dụng âm thanh.
Chazelle đã phát triển bộ phim này từ tháng 7 năm 2019, với Lionsgate được coi là hãng phim đầu tiên mong muốn có được dự án kể trên. Tuy nhiên, vào tháng 11 năm 2019, Paramount Pictures đã thay thế Lionsgate để sở hữu bản quyền cho bộ phim. Dàn diễn viên chính tham gia đóng phim đã được xác nhận từ tháng 1 năm 2020 đến tháng 8 năm 2021, và bộ phim được khởi quay tại Los Angeles từ tháng 7 đến tháng 10 năm 2021.
Babylon có buổi công chiếu lần đầu tại Bảo tàng Viện Hàn lâm về Điện ảnh vào ngày 15 tháng 12 năm 2022, và được Paramount Pictures phát hành tại các cụm rạp ở Mỹ vào ngày 23 tháng 12 năm 2022 và ở Việt Nam vào ngày 3 tháng 2 năm 2023. Tác phẩm nhận được những lời nhận xét trái chiều từ giới chuyên môn và gặp thất bại về mặt doanh thu khi chỉ thu về hơn 63 triệu USD từ kinh phí 78–80 triệu USD. Mặc dù vậy, tác phẩm cũng đã được đề cử và giành được một số giải thưởng lớn, bao gồm năm đề cử tại giải Quả cầu vàng lần thứ 80 (trong đó có Phim ca nhạc hoặc phim hài hay nhất và giành được hạng mục Nhạc phim hay nhất), chín đề cử tại giải Critics' Choice Awards lần thứ 28 (trong đó có Phim hay nhất), ba đề cử tại giải BAFTA lần thứ 76 và ba đề cử tại giải Oscar lần thứ 95.